# Samtgemeinde Heeseberg
In der Samtgemeinde Heeseberg aus dem niedersächsischen Landkreis Helmstedt haben sich vier Gemeinden zur Erledigung ihrer Verwaltungsgeschäfte zusammengeschlossen. Namensgebend ist der im Gemeindegebiet gelegene Höhenzug Heeseberg.

## Die Gemeinden
- Beierstedt
- Gevensleben
- Jerxheim
- Söllingen

Am 1. November 2016 wurden auf Beschluss des Niedersächsischen Landtages die bisherigen Gemeinden Ingeleben, Söllingen und Twieflingen zu einer neuen Gemeinde Söllingen zusammengefasst.
Siehe auch: Liste der Straßen und Plätze in der Samtgemeinde Heeseberg

## Politik

### Samtgemeinderat
Der Samtgemeinderat Heeseberg besteht aus 14 Ratsfrauen und Ratsherren. Dies ist die festgelegte Anzahl für eine Gemeinde mit einer Einwohnerzahl zwischen 3.001 und 5.000 Einwohnern. Die Ratsmitglieder werden durch eine Kommunalwahl für jeweils fünf Jahre gewählt. Neben den 14 in der Gemeinderatswahl gewählten Mitgliedern ist außerdem der hauptamtliche Bürgermeister im Rat stimmberechtigt.
Aus dem Ergebnis der Kommunalwahl 2021 ergab sich folgende Sitzverteilung:
| Samtgemeinderat 2021Insgesamt 14 Sitze - SPD: 2 - UWG: 3 - WGH: 5 - CDU: 4 | Samtgemeinderatswahl 2021Wahlbeteiligung: 64,12 % 403020100 36,71 %28,93 %17,36 %17,00 % WGHaCDUUWGcSPDAnmerkungen:a Wählergemeinschaft Heesebergc Unabh. Wählergemeinschaft Heeseberg e. V. |

Es wurden folgende Gruppen gebildet:
- WGH / CDU
- UWG / SPD

### Samtgemeindebürgermeister
Nach dem Rücktritt des Samtgemeindebürgermeisters Lutz Winter am 1. Oktober 2012 wurde die Verwaltung rund drei Jahre lang von seinem allgemeinen Vertreter Mark-Henry Spindler geführt. Aufgrund des Beschlusses des Samtgemeinderates, mit den Mitgliedsgemeinden Fusionsverhandlungen aufzunehmen, wurde auf eine Neuwahl des Samtgemeindebürgermeisters verzichtet. Die Pläne einer Fusion aller Mitgliedsgemeinden scheiterten, doch konnten sich die drei Gemeinden Ingeleben, Söllingen und Twieflingen auf eine Fusion zum 1. November 2016 einigen.
Die dadurch notwendig gewordene Wahl des Samtgemeindebürgermeisters fand am 8. November 2015 statt. Da keiner der drei Kandidaten die absolute Mehrheit erzielen konnte, fand am 22. November eine Stichwahl statt. Bei dieser wurde der parteilose Martin Hartmann mit 57,26 % der gültigen Stimmen zum neuen Samtgemeindebürgermeister gewählt. Die Wahlbeteiligung betrug im ersten Wahlgang 51,88 % und in der Stichwahl 45,37 %.
Bei den Kommunalwahlen 2021 gewann Philipp Ralphs (CDU) aus Jerxheim mit einem Vorsprung von lediglich 25 Stimmen die Wahl zum Samtgemeindebürgermeister und löste somit den unterlegenen Amtsinhaber Martin Hartmann (parteilos) ab.
Ralphs war zuvor Bürgermeister der Gemeinde Jerxheim.

### Wappen
Das Wappen wurde am 8. August 1978 durch den Landkreis genehmigt.
Das Adonisröschen, eine seltene Blume in der Natur und noch seltener in der Heraldik, die aber hier noch wächst, ziert auf grünem Hügel das Wappen der Samtgemeinde. Der silberne Turm stellt den Heesebergturm dar, von dem aus der Blick über das ganze Samtgemeindegebiet schweifen kann.
Der Samtgemeinderat nahm dieses Wappen am 4. April 1978 an.
Das Wappen wurde vom Heraldiker Wilhelm Krieg gestaltet.